# Derrty Entertainment
Derrty Entertainment — лейбл американского рэпера Nelly. Основан в 2003 году на базе Universal Records. На этом лейбле работает 15 музыкантов, и он является одним из наиболее значительных в мировой хип-хоп индустрии.

## Участники
- St. Lunatics
  - Nelly (CEO)
  - Ali (President)
  - Murphy Lee
  - Kyjuan
  - City Spud
- Big Gipp
- Avery Storm
- Chocolate Tai
- Penelope Jones
- Hitman Holla
- King Jacob
- Prentiss Church
- Supa Sag
- TAB

## Бывшие участники
- Taylor Made
  - Blue Ghost
  - Jung Tru
  - Gube Thug
- Slo’Down

## Текущая деятельность
В 2003 году Nelly заявил о желании запустить свой собственный лейбл в составе Universal records. Данный лейбл не предусмотрен как чисто хип-хоп проект — еще в 2003 году с Нелли начал сотрудничать итало-американский певец Avery Storm.
В 2005 году контракт с лейблом подписала молодая хип-хоп группа Taylor Made в составе Jung Tru, Gube Thug и Blue Ghost.
В 2007 году группа Taylor Made разорвала контракт с лейблом.
В 2008 году участник лейбла и группы St. Lunatics Murphy Lee основал на базе лейбла собственное подразделение, которое было названо «UCME Entertainment».
По окончании контракта с Interscope records к Derrty присоединится r’n’b-исполнительница Ashanti.
В 2011 году лейблом планируется выпуск второго студийного альбома St. Lunatics — City Free, и дебютного альбома Avery Storm — Shotgun Love, так же как и дебютного микстейпа от Chocolate Tai.

## Альбомы

### Студийные
| Исполнитель | Название альбома                    | Год  |
| ----------- | ----------------------------------- | ---- |
| Nelly       | Da Derrty Versions: The Reinvention | 2003 |
| Murphy Lee  | Murphy’s Law                        | 2003 |
| Nelly       | Sweat/Suit                          | 2004 |
| Nelly       | The Longest Yard OTD                | 2005 |
| Ali&Gipp    | Kinfolk                             | 2007 |
| Nelly       | Brass Knuckles                      | 2008 |
| Nelly       | 5.0                                 | 2010 |
| Avery Storm | Shotgun Love                        | 2011 |

### Микстейпы
| Исполнитель | Название                                  | Год  |
| ----------- | ----------------------------------------- | ---- |
| Avery Storm | Volume Whatever                           | 2006 |
| Avery Storm | Category 5                                | 2009 |
| Ali         | The Champ Iz Herre                        | 2010 |
| Avery Storm | Diary of the Takeoff(with The Heatmakerz) | 2010 |
| Ali         | So St. Louis                              | 2010 |
| Derrty Ent  | Derrty-UCME «We All We Got» Vol.1         | 2010 |